# 斷脊似口蝦蛄
斷脊似口蝦蛄（学名：Oratosquillina interrupta）为蝦蛄科似口蝦蛄屬下的一个种。